# Araneus flavosellatus
Araneus flavosellatus är en spindelart som beskrevs av Simon 1895. Araneus flavosellatus ingår i släktet Araneus och familjen hjulspindlar. Inga underarter finns listade i Catalogue of Life.